# Eversfrank Gruppe
Die Eversfrank Gruppe ist ein deutsches Druck- und Umweltunternehmen mit Hauptsitz in Meldorf, Schleswig-Holstein. Zur Gruppe gehören die Druckstandorte Meldorf und Preetz, das Aufforstungsunternehmen Evers ReForest und die Nordland Spedition. Mit rund 650 Mitarbeitenden und einem Umsatz im dreistelligen Millionenbereich gehört die Eversfrank Gruppe nach eigenen Angaben zu den größten Druckunternehmen Europas.

## Geschichte
Im Jahr 1911 wurde die Evers-Druck GmbH in der Stadt Meldorf durch Julius Evers gegründet. Sein Sohn Heinz Evers führte das Unternehmen ab 1927 weiter. 1966 übernahm Karsten Evers die Druckerei und verlegte kurze Zeit später den Firmensitz in den nördlichen Raum der Stadt. 1993 übernahm Evers-Druck die Druckerei Frank Druck. 2009 wurde ein gemeinsames Büro in Amsterdam für den Vertrieb in der Benelux-Region aufgebaut. Seit 2011 besteht zudem eine Vertriebseinheit für den skandinavischen Markt.
2014 investierte das Unternehmen erstmals in den Highspeed-Digitaldruck.
Mit Stand September 2022 reicht das Angebotsspektrum der Gruppe im Bereich Druck von Vorstufe und Druck bis Versand.

## Nachhaltigkeit
Die Gruppe verfügt mit dem 2011 gegründeten forstwirtschaftlichen Unternehmen Evers ReForest über ein Aufforstungsunternehmen. Ziel dabei ist die Neutralisierung der Treibhausgase, die beim Druck entstehen.